# Stade Boubker-Amar
Le stade Boubker-Amar (en arabe : ملعب أبو بكر عمار) est un stade de football situé à Salé au Maroc. D'une capacité de 10 000 places, il accueille les rencontres à domicile de l'AS Salé.

## Histoire
Le projet de construction du stade date des années 1970 et les travaux sont entamés en 1981. En raison de différents obstacles, il faut attendre vingt-cinq ans pour que les travaux arrivent à leur terme avant son ouverture en 2006. C'est l'Agence d'aménagement de la vallée du Bouregreg qui permet de finaliser les travaux du parc des sports de Salé comprenant, en plus du stade, des salles accueillant les sections handball, basket et volley de l'AS Salé. Le projet Amwaj de l'agence inclut la démolition du Stade de la Marche verte, le précédent stade de football de la ville de Salé.
Depuis 2007, le stade est doté d'une pelouse synthétique. Sa capacité atteint aujourd'hui les 10 000 spectateurs dont 2 500 en tribune. Il comprend également six vestiaires pour les joueurs et les arbitres et divers équipements (salles d'échauffement, locaux administratifs).

## Competitions

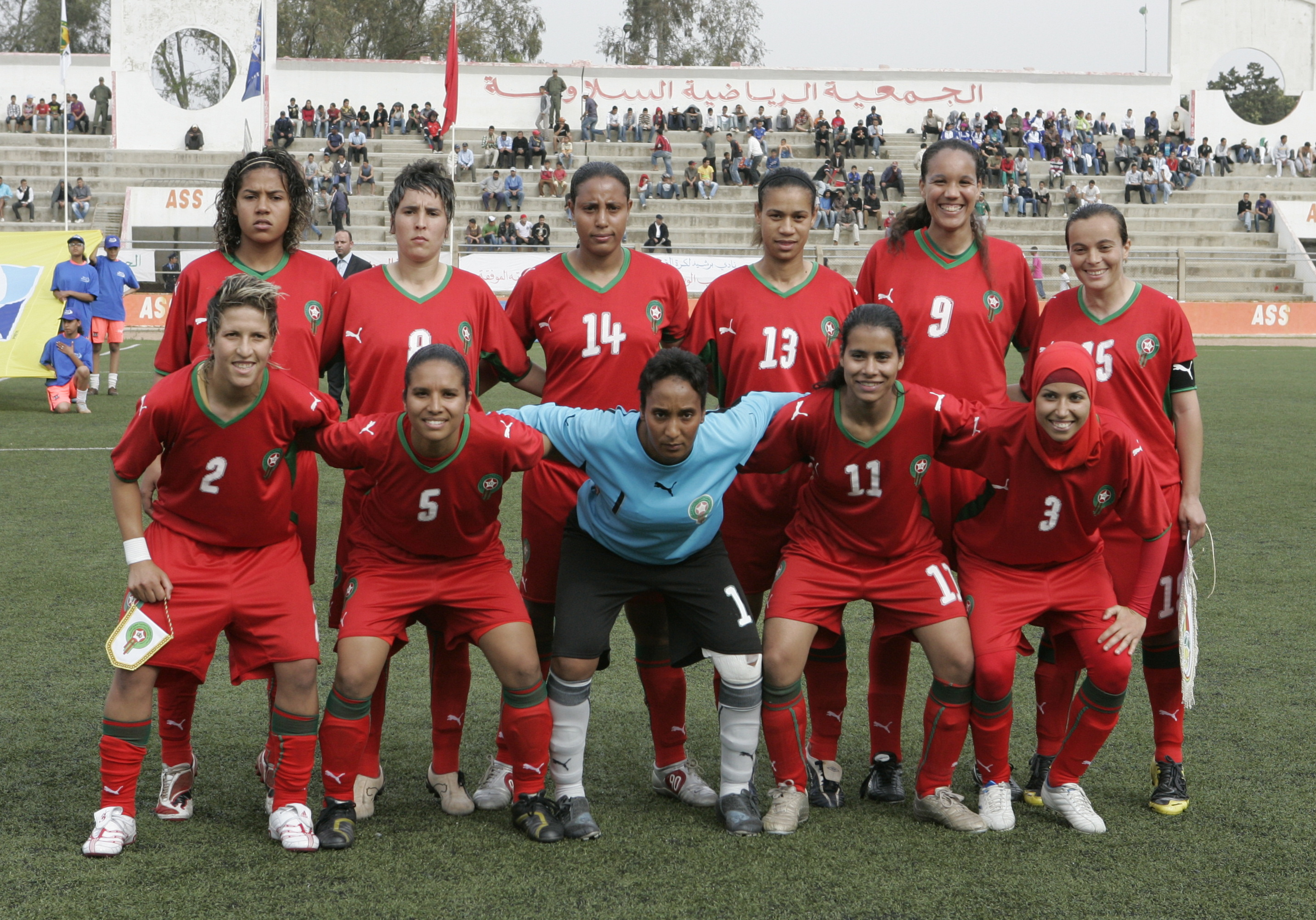
L'équipe du Maroc féminine le 20 mars 2010 avant la rencontre face au Sénégal au Stade Boubker Amar

Le stade Boubker Amar accueille les rencontres à domicile de l'AS Salé.
Le stade a également accueilli les rencontres de football des Jeux africains de la jeunesse en 2010 ainsi qu'une rencontre de l'équipe du Maroc féminin comptant pour les éliminatoires du Championnat d'Afrique de football féminin 2010.